# Xolmiini
Xolmiini – plemię ptaków z podrodziny wodopławików (Fluvicolini) w rodzinie tyrankowatych (Tyrannidae).

## Zasięg występowania
Plemię obejmuje gatunki występujące w Ameryce Południowej.

## Systematyka
Do plemienia należą następujące rodzaje:
- Satrapa Strickland, 1844 – jedynym przedstawicielem jest Satrapa icterophrys (Vieillot, 1818) – satrapa
- Syrtidicola Chesser, Harvey, Brumfield & Derryberry, 2020 – jedynym przedstawicielem jest Syrtidicola fluviatilis (P.L. Sclater & Salvin, 1866) – skałotyran mały
- Muscisaxicola d’Orbigny & Lafresnaye, 1837
- Lessonia Swainson, 1832
- Hymenops Lesson, 1828 – jedynym przedstawicielem jest Hymenops perspicillatus (J.F. Gmelin, 1789) – smolik
- Knipolegus Boie, 1826
- Cnemarchus Ridgway, 1905
- Xolmis Boie, 1826
- Pyrope Cabanis & F. Heine Sr., 1859 – jedynym przedstawicielem jest Pyrope pyrope (von Kittlitz, 1830) – mniszek ognistooki
- Nengetus Swainson, 1827 – jedynym przedstawicielem jest Nengetus cinereus (Vieillot, 1816) – mniszek czarnowąsy
- Neoxolmis Hellmayr, 1927
- Myiotheretes Reichenbach, 1850
- Agriornis Gould, 1839